# Dallara GP3/13
La Dallara GP3/13 è una vettura sportiva, monoposto, a ruote scoperte. È l'unica monoposto, ammessa, dal 2013, e fino al 2015 nel campionato della GP3 Series. Rappresenta la seconda generazione di vetture, pensata dal costruttore italiano, per questo campionato

## Storia

### Presentazione
La vettura è stata presentata il 6 settembre 2012, nel corso del weekend del Gran Premio d'Italia di Formula 1, categoria i cui appuntamenti sono supportati dal campionato di GP3 Series. Alla presentazione furono ospiti anche Mark Webber ed Esteban Gutiérrez. La vettura verrà utilizzata, per tre stagioni, fino al termine della stagione 2015.

## La vettura

### Caratteristiche tecniche
La vettura è spinta da un motore AER V6 da 3.400 cm³, a pressione atmosferica, che sostituisce il motore turbo della Renault, utilizzato sulla vettura precedente, la Dallara GP3/10. La potenza del motore è stimata in 400 cv. Il motore è un Renault 3.500 depotenziato

### Costi
Il costo, supportato da una scuderia, per affrontare la stagione 2013, era stimato attorno ai 600.000 Euro.